# انتخابات الرئاسة الهندية 1969
انتخابات الرئاسة الهندية 1969 هي الانتخابات الرئاسية التي جرت في 16 أغسطس 1969، في الهند، لانتخاب رئيس الهند، فاز بالانتخابات فاراهاغيري فينكاتا غيري.